# Kościoły artykularne
Kościoły artykularne (słow. artikulárne kostoly) – grupa drewnianych kościołów protestanckich na Słowacji, które powstały pod koniec XVII i na początku XVIII wieku.
Na terenie Słowacji (ówczesnych Górnych Węgier) nurty reformacji przeniknęły stosunkowo wcześnie głównie za pośrednictwem licznych osadników pochodzenia niemieckiego. W drugiej połowie XVII wieku austriaccy Habsburgowie rozpoczęli politykę rekatolicyzacji tych obszarów. W tym okresie doszło do prześladowań miejscowych ewangelików. W 1678 wybuchło antyhabsburskie powstanie kuruców pod dowództwem Emeryka Thökölyego. Powodzenie tego powstania oraz obawy przed najazdem Turków zmusiły Leopolda I do ustępstw wobec protestantów. Podczas sejmu w Sopronie w 1681 zatwierdzono kodeks, którego artykuły 25. i 26. zezwalały protestantom na budowę kościołów. Stąd też wywodzi się ich nazwa.
Budowa kościołów artykularnych była ograniczona pewnymi obostrzeniami:
- w każdym komitacie mogły powstać tylko dwa takie kościoły;
- świątynie musiały być budowane poza granicami osad;
- do ich budowy nie można było używać kamienia ani żelaza, wolno było budować z drewna i innych nietrwałych materiałów;
- kościoły nie mogły posiadać wieży ani dzwonów;
- wejście musiało znajdować się po przeciwnej stronie niż osada.

Do XXI wieku zachowało się na Słowacji pięć kościołów artykularnych. Trzy spośród nich zostały w 2008 roku wpisane na listę światowego dziedzictwa UNESCO:
- w Świętym Krzyżu koło Liptowskiego Mikulasza – Kościół artykularny w Svätym Krížu, najciekawszy przykład tego typu architektury, wybudowany pierwotnie w Paludzy w 1693, przeniesiony w latach 1975–1984 po powstaniu zbiornika wodnego Liptovská Mara, może pomieścić ponad 4 tys. wiernych;
- w Istebném (1681) na Orawie,
- w Leštinach – Kościół artykularny w Leštinach (1686) na Orawie (wpisany na listę światowego dziedzictwa UNESCO),
- w Kieżmarku – Kościół Trójcy Świętej w Kieżmarku (1717) (wpisany na listę światowego dziedzictwa UNESCO),
- w Hronseku koło Bańskiej Bystrzycy – Kościół artykularny w Hronseku (1726) (wpisany na listę światowego dziedzictwa UNESCO).

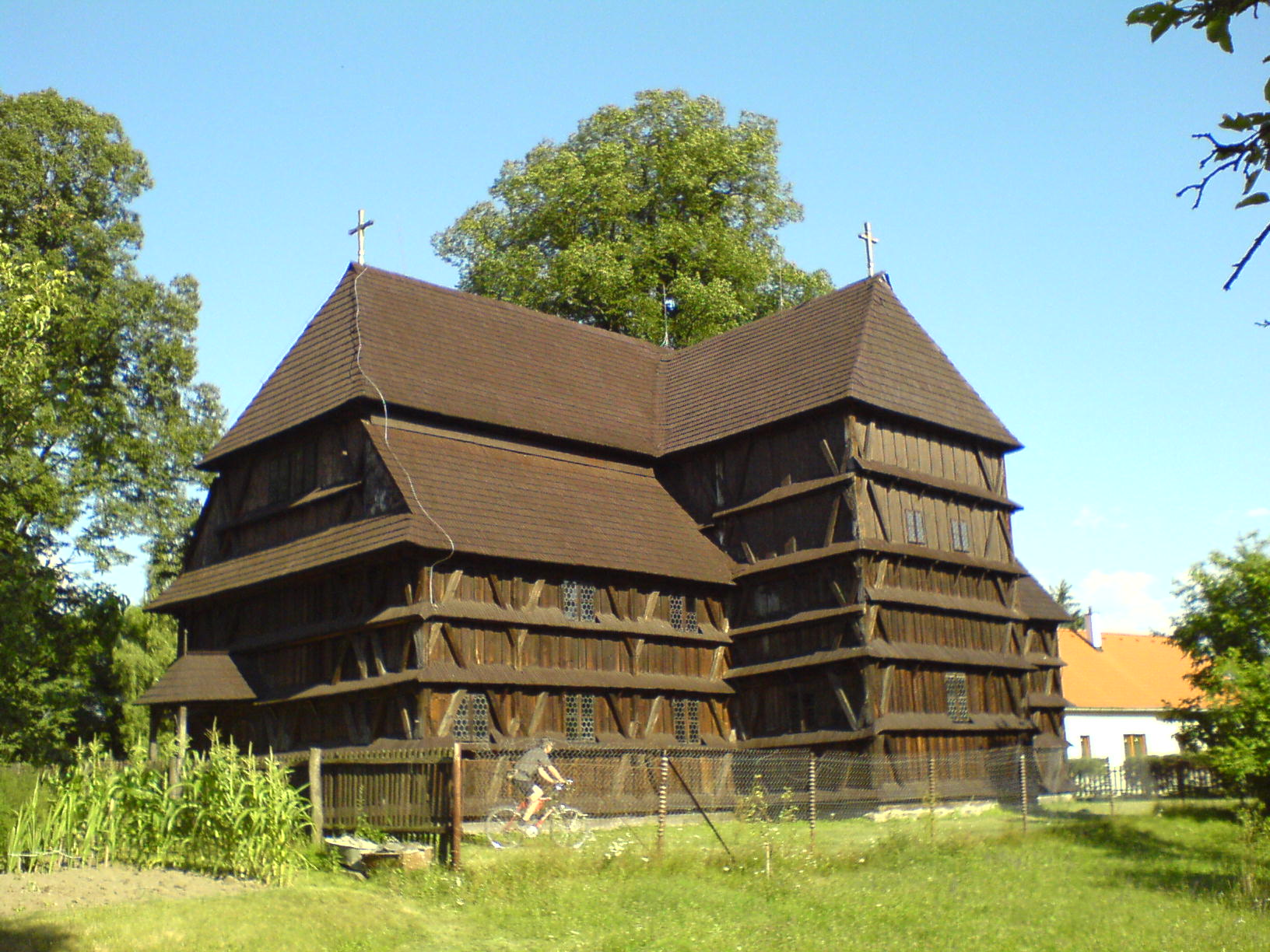
Kościół artykularny w Hronseku
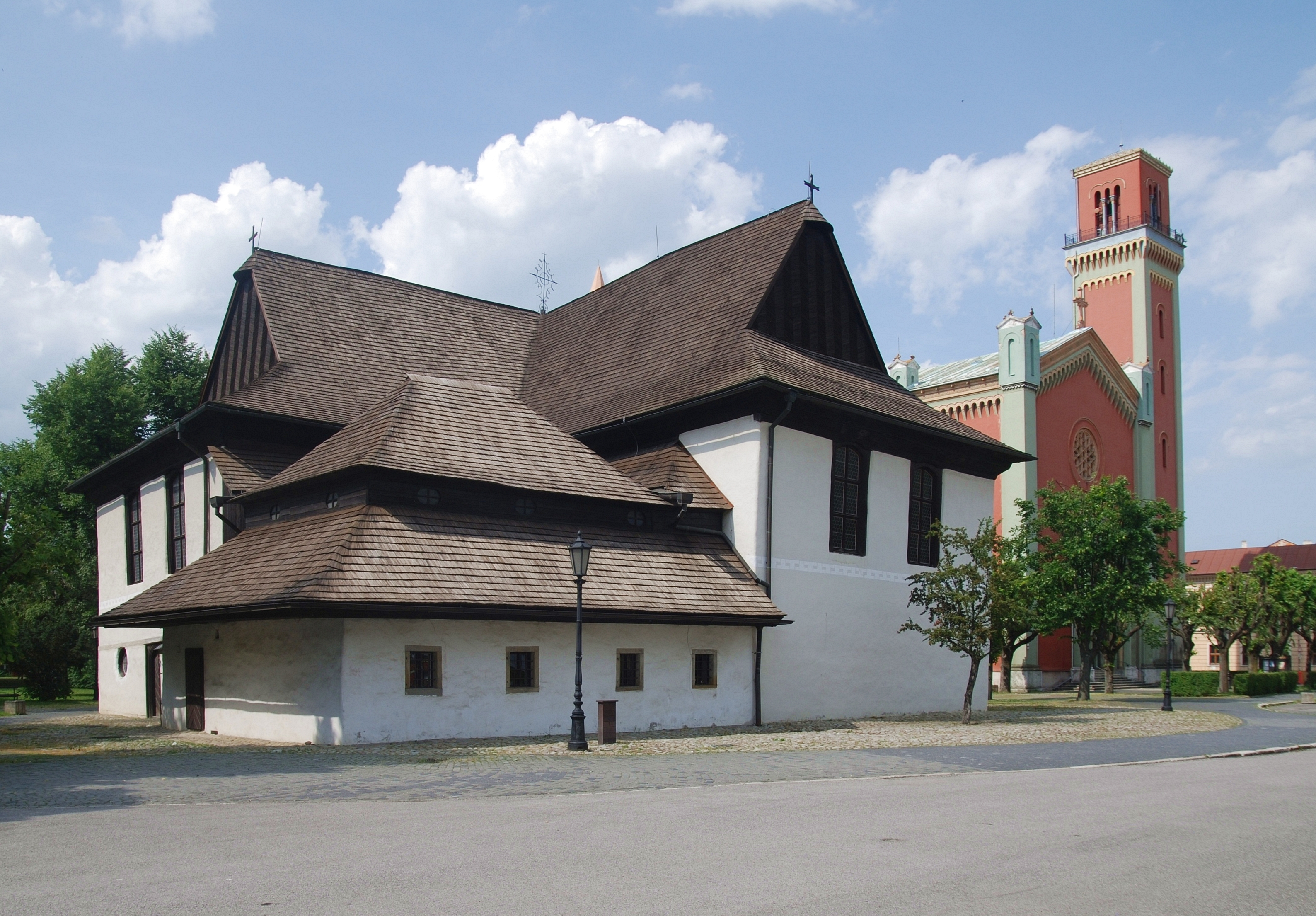
Kościół artykularny w Kieżmarku
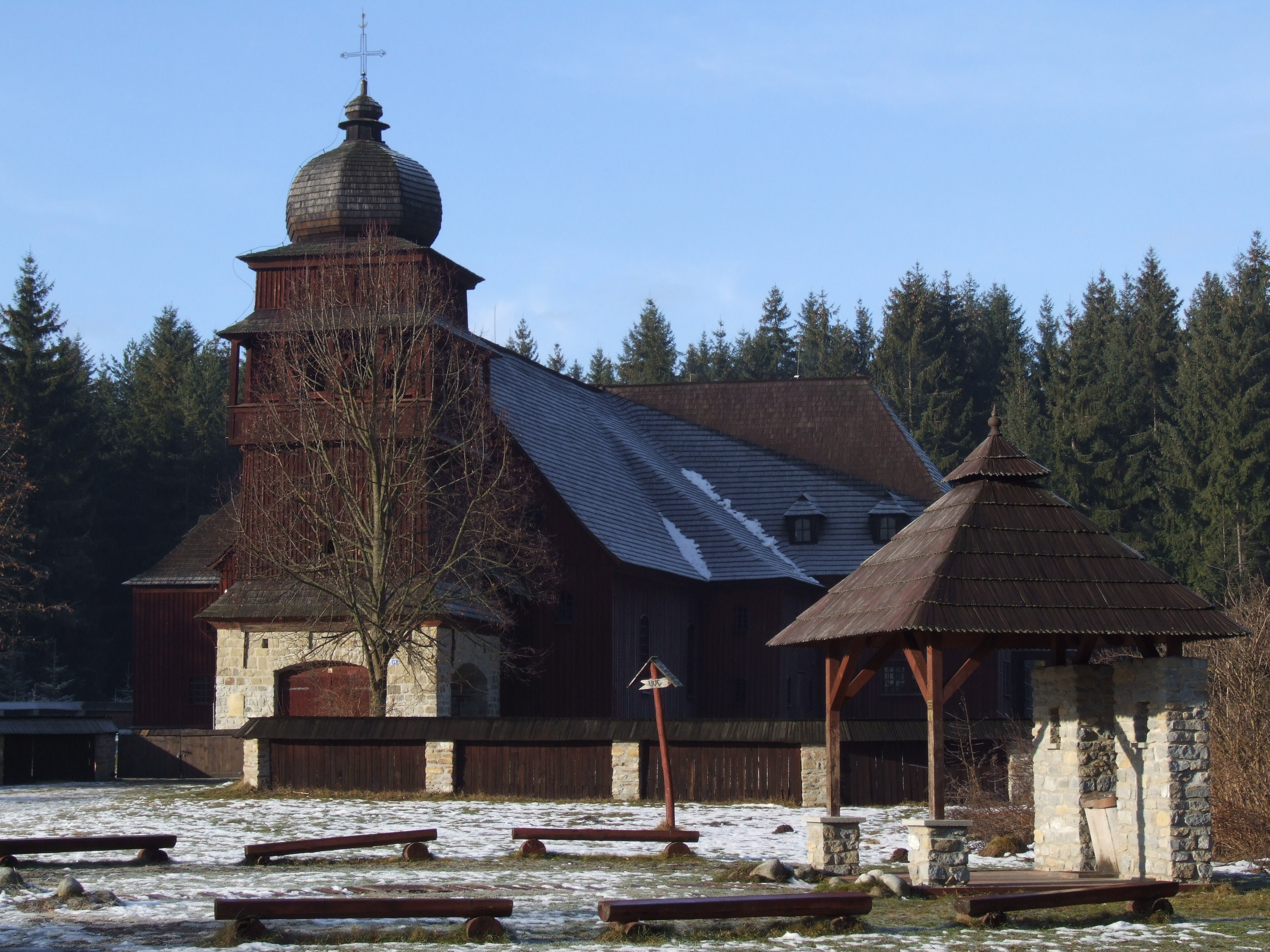
Kościół artykularny w Świętym Krzyżu
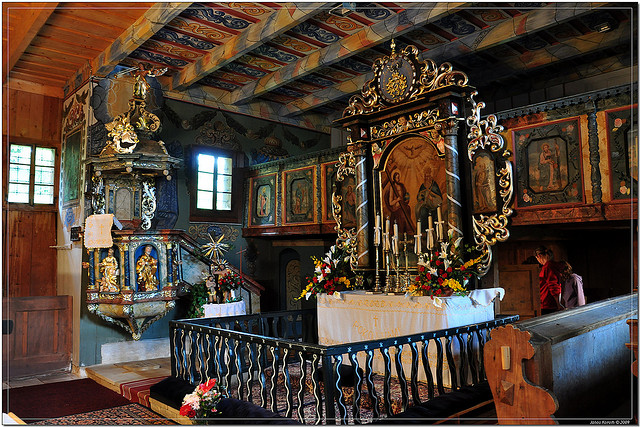
Wnętrze kościoła artykularnego w Istebném